# Auguste Jouchoux
Auguste Jouchoux, né le 29 avril 1875 à Besançon et mort le 11 juillet 1956 dans la même ville, est un ouvrier-horloger, syndicaliste et homme politique français. 
Fils d'un monteur de boites originaire de Blida et d'une blanchisseuse native de Vesoul, Jouchoux milite dès 1891 au sein des syndicats horlogers de la ville et devient une figure socialiste locale de premier plan,,,,,,,,,. Entré au PSOR en 1899, il passe par la SFIO unifiée en 1907, au Parti communiste en 1920, ainsi qu'au Parti d'unité prolétarienne à partir de 1922, tout en ayant fondé, en 1923, la fédération d’Entente socialiste du Doubs, marquant une convergence entre socialistes et communistes,,. Défini par une vision antimilitariste, anticléricaliste et anticapitaliste, Jouchoux tente de faire évoluer le mouvement, initialement très influencé par l'anarchisme, à un courant volontiers plus jaurésiste,.
Candidat aux élections cantonales de 1907 et législatives de 1914, 1919, 1928, Auguste Jouchoux siège au conseil municipal de Besançon durant l'entre-deux-guerres et à la suite de la Seconde Guerre mondiale. C'est aussi un proche de Jean Minjoz et un contributeur régulier à la presse de l'époque, notamment à travers le socialiste comtois devenu le Doubs socialiste (jusqu'en 1910), la Franche-Comté socialiste (1910-1914), la Franche-Comté ouvrière (après 1919), ainsi qu'à l'Œuvre sociale qu'il cofonde avec Octave David et Maurice Baigue (1923-1926),. Il lance en 1927 la coopérative qui supervise la Maison du peuple de Besançon, inaugurée en 1932 au cœur du quartier Battant,,.
Il meurt le 11 juillet 1956 à Besançon à l'âge de 81 ans, sa sépulture se situant au cimetière des Chaprais et comprenant un bas-relief réalisé par Georges Oudot. En son honneur, une rue du quartier Tilleroyes/Saint-Ferjeux porte son nom et une plaque commémorative lui est dédiée à la maison du peuple.